# Campo de iglesia de San Pablo de Arangas
El Campo de iglesia de San Pablo de Arangas, situado en el lugar de Arangas, perteneciente a la parroquia de Las Arenas, en el municipio asturiano de Cabrales, es una unidad formada por la iglesia parroquial y un tejo, elementos entre los que existe una vinculación cultural e histórica, que justifican su calificación como Bien de Interés Cultural.

## Campo de iglesia
Los Campos de iglesia en Asturias, son conjuntos formados por un tejo y un elemento del patrimonio cultural material. El tejo es un árbol de gran relevancia cultural en la región, donde ha representado un papel simbólico a lo largo de la historia. Protagonista en antiguas creencias precristianas, pasó a convertirse con el tiempo en icono identitario de la comunidad parroquial, y a ser considerado actualmente como la representación de un pasado mítico, de una identidad asturiana basada en la tradición y un cuerpo de valores ecologistas y medioambientales.
La profunda implantación de la vinculación entre estos dos elementos, se evidencia en la existencia en Asturias de doscientos quince grupos compuestos de edificio religioso y tejo. De entre todos estos, y por sus especiales características, el Principado de Asturias, ha declarado a doce de ellos, entre los que se encuentra el Campo de iglesia de San Pablo de Arangas, como Bien de Interés Cultural, con la categoría de Sitio Histórico, por Decreto 61/2017, de 20 de septiembre.

## Iglesia
La iglesia de San Pablo de Arangas se localiza en un pequeño altozano que visualmente la jerarquiza respecto al caserío del pueblo, organizado en tres barrios: el Brezu, situado a los pies de la iglesia, Treslacasa y Ríu Arangas.
No existe acuerdo entre los autores sobre la fecha de construcción de la iglesia, que no aparece recogida en el registro de parroquias mandado hacer en 1385 por el obispo don Gutierre y que, necesariamente, hubo de ser posterior a este año.
En 1801, Juan Bernardo de Mier, abad de la Iglesia de Santa María de Llas y colaborador de Francisco Martínez Marina en la redacción del Diccionario Geográfico Histórico de Asturias, escribió que “en Arangas hay la iglesia de la Conversión de San Pablo, anexo de la de Arenas (...) la iglesia tendrá doscientos años de fábrica y servicio parroquial”. Según esta cita, la iglesia habría sido construida a finales del siglo XVI o principios del XVII. De la misma opinión es Fernández Posada, para quien la iglesia se habría edificado entre 1570 y 1590 bajo el patronazgo de Juan Villar de Mier, añadiéndose el campanario en 1610.

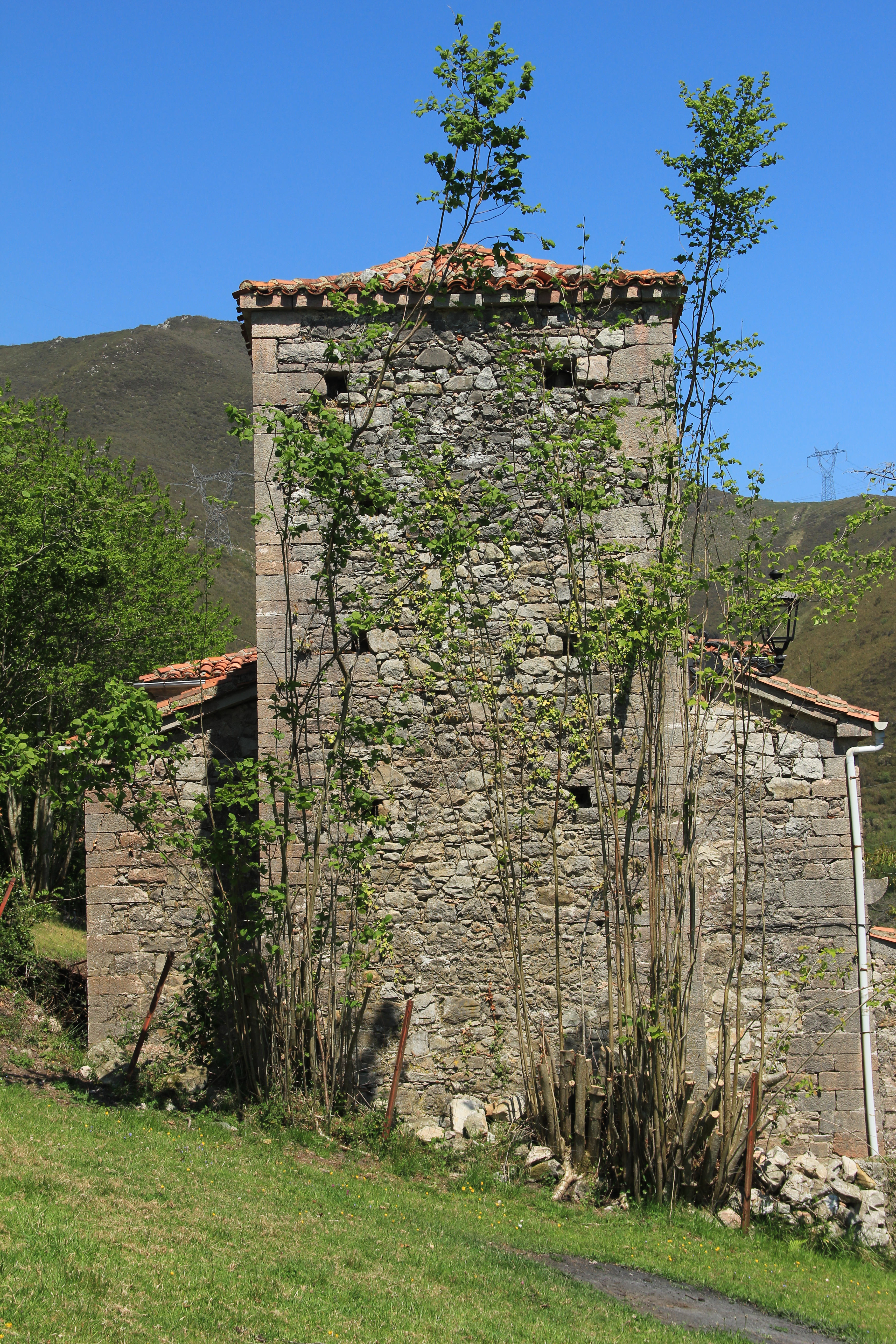
Iglesia, fachada oeste.

Sin embargo, otros autores defienden un origen más temprano para la iglesia y estiman su construcción en la segunda mitad del siglo XV, aunque esta fábrica primitiva experimentó profundas modificaciones en las épocas moderna y contemporánea, tanto en el interior como al exterior. El único elemento que permite fecharla en esa centuria es la ventana ojival de tracería calada abierta en el muro meridional de la cabecera. De la misma opinión es Raquel Alonso Álvarez, que define esta ventana como “una derivación simplificada” de las que se encuentran en las cercanas iglesias de Santa María de Llas (Cabrales) y Nuestra Señora de Valdellera (Posada de Llanes), ambas datadas en la segunda mitad del siglo XV.
A partir de este núcleo primitivo tardomedieval, la fábrica de la iglesia experimentó profundos cambios en las centurias siguientes, cuyo resultado es la actual fisonomía del templo. A la izquierda de la cabecera de la iglesia se abrió una puerta para acceder a la sacristía, cuyas características formales parecen adscribirla al siglo XVI, época en la que también debió construirse la propia sacristía. Un siglo después, también según conclusiones de Isabel Ruiz de la Peña González, se instaló la bóveda de crucería del ábside, de la que hoy únicamente se conserva “el arranque de los nervios sobre mensulillas molduradas y gallonadas”. Según esta autora, el arco triunfal del presbiterio también podría ser fruto de esta reforma del siglo XVII.
La iglesia presenta una única nave rectangular de testero recto, reforzado con cuatro contrafuertes, que se completa con una sacristía adosada al costado noreste de la cabecera, un cabildo porticado al sur y una torre campanario al suroeste. El acceso al interior de la iglesia se realiza por la sencilla puerta de medio punto  abierta en el viento meridional y protegida por el cabildo, que en una de sus dovelas tiene la firma de “Pedro del Otero Cossío”. Junto a esta puerta, ya dentro de la iglesia, se encuentra una pila de agua bendita encastrada en el muro. El cabildo antiguamente tenía dos entradas: la actual y otra al oeste que se encuentra tapiada.
A los pies de la iglesia se desarrolla una tribuna con antepecho de balaustres torneados. Desde la tribuna se accede a los pisos superiores de la torre del campanario, a través de una puerta de medio punto realizada en caliza rosácea o griotte.
En el muro del evangelio de la nave se abre un arcosolio rematado en arco escarzano sobre pilastras molduradas, que alberga un enterramiento de algún miembro de la familia de los Mier y Cossío, a juzgar por el escudo con las armas de este linaje que se encuentra sobre él. Las características formales de este arcosolio se asemejan a las de la puerta de la sacristía y a los arranques de la bóveda del ábside, y permitirían fecharlo entre los siglos XVI y XVII, siendo posible que fuese el enterramiento de Juan Villar de Mier, fundador de la iglesia de Arangas según opinión de Fernández Posada.
Los muros de la nave presentan la piedra vista en la mitad inferior, mientras que la superior ha sido  cargada y encalada. Pese a ello, aún se conservan fragmentos de un sencillo trampantojo de sillares en ciertos sectores de la nave.
La nave se encuentra separada del ábside por un gran arco triunfal de medio punto sobre pilastras cajeadas que da acceso al presbiterio, elevado sobre cuatro gradas de piedra, en el que destaca la pila bautismal campaniforme. El testero está decorado con un fresco de “datación reciente” y bajo este se han colocado varias tallas adquiridas o donadas por los vecinos en las décadas de 1940 y 1950, por haberse destruido las originales en la Guerra Civil.
La torre del campanario se distribuye en tres alturas: la planta baja, el piso intermedio, ocupado por la escalera que sube al campanario, y el superior, con dos vanos de medio punto para cobijar las campanas. Actualmente, el piso superior sólo cuenta con una campana, donada por una vecina en 1960, porque las originales fueron trasladadas a Santa María de Llas, por haberse fundido las suyas para fabricar armamento durante la Guerra Civil, y a la capilla de San Juan (Arenas), donde aún permanecen.
En esta época se destruyeron los libros parroquiales, las imágenes de santos y diferentes objetos litúrgicos, aunque parte del expolio que padeció la iglesia de Arangas fue posterior a la Guerra Civil y se debió al párroco de Santa María de Llas (Arenas), interesado en reponer los objetos litúrgicos destruidos en su iglesia y en las del resto del concejo.
La iglesia presenta diferentes sistemas de cubrición, acordes con la importancia simbólica y ritual de los espacios en que se localizan. En el ábside se emplea una imponente bóveda de crucería de raigambre gótica, de la cual hoy sólo se conserva su arranque; la sacristía se cubre con la más modesta bóveda de cañón; y la nave adopta una sencilla armadura de madera vista con estructura de par y nudillo, totalmente restaurada, que apoya en pilastras de factura muy moderna. Por su parte, el campanario se cubre con una simple tejavana dispuesta a cuatro aguas.
El cementerio se encuentra alejado unos ciento cuarenta metros de la iglesia, en un altozano bien ventilado, acorde con las directrices higienistas del siglo XIX, momento en que se obligó a trasladar los camposantos fuera del recinto de las iglesias. Esta ruptura espacial, acontecida en fechas bastante tardías, no ha influido en la percepción de los vecinos sobre el conjunto formado por el templo, el tejo y el cementerio, ya que son elementos interdependientes dentro de la simbología del “campo de la iglesia”.
Por su antigüedad, la iglesia de San Pablo de Arangas, forma parte del Inventario del Patrimonio Cultural de Asturias, en virtud de lo establecido en la disposición transitoria tercera de la ley de Patrimonio Cultural de Asturias, que así lo establece para “las edificaciones y en general los inmuebles construidos con anterioridad al año 1800”. Asimismo está incluida en el Inventario de Patrimonio Arquitectónico de Asturias.

## Tejo

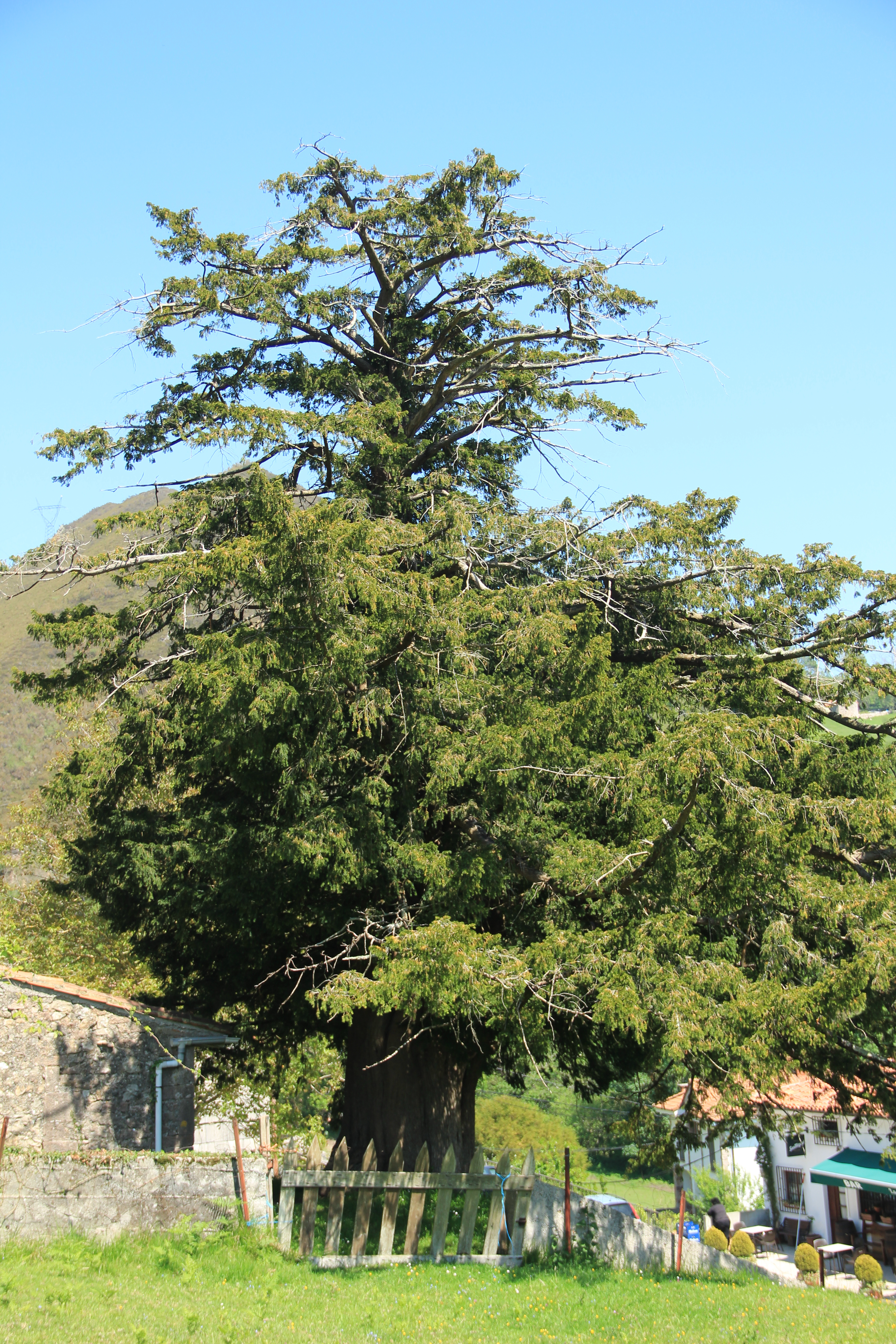
Tejo.

La iglesia de Arangas cuenta con un imponente tejo femenino de cinco metros de perímetro troncal que, junto a los de Bermiego en Quirós (seis metros y medio), San Martín de Salas (seis metros), Santa Coloma (cinco metros y medio) y Lago (cinco metros y medio), los dos últimos en Allande, constituye uno de los ejemplares de mayor porte y más antiguos de Asturias.
Aplicando la equivalencia propuesta por Sánchez Lacha, según la cual un metro de perímetro equivaldría a ciento diez años de edad, la época aproximada de plantación de este tejo sería la de finales del siglo XV o principios del XVI, coincidiendo con la fundación de la iglesia.
El valor simbólico del tejo, lo demuestra el hecho de que su imagen, haya sido la elegida por los vecinos, en la confección de camisetas y otros artículos referentes al pueblo. Esta elección pone de manifiesto el gran poder icónico del tejo y su capacidad para  representar la identidad colectiva. El tejo se encuentra en un espacio vinculado a la divinidad, como es el campo de la iglesia, donde tenían lugar acontecimientos relevantes para la comunidad (fiestas, bautizos, matrimonios, funerales). celebraciones que reflejan la dicotomía entre lo diario y lo inusual, el tiempo de trabajo frente al tiempo de fiesta, destacando el sesgo comunal del tejo, en el que todos los vecinos participan por igual. Otra demostración de su valor simbólico, sucedió en la década de 1990, cuando el párroco de Arangas acordó con un maderista, talar el tejo y venderle la madera. Cuando ambos acudieron al campo de la iglesia, se encontraron con la totalidad del vecindario situado junto al tejo, impidiendo de esta manera la desaparición del icónico árbol.
En general, su estado de conservación es aceptable: sus ramas tienen un verde intenso, sigue dando fruto por el verano, y su grueso tronco no presenta fisuras de importancia, aunque su copa no es todo lo frondosa que cabría esperar y algunas ramas se han secado.